# Oberembt
Oberembt ist ein Ortsteil der Stadt Elsdorf im nordrhein-westfälischen Rhein-Erft-Kreis.

## Lage
Oberembt grenzt im Osten an Niederembt, im Südosten an Tollhausen, im Westen an die Kreisgrenze des Kreises Düren und im Norden an den Finkelbach.

## Geschichte
Sowohl aus der Stein- als auch aus der Römerzeit konnten Überreste gefunden werden. Außerdem wurden fränkische Gräber aus dem 7. Jahrhundert entdeckt. Schon im Jahre 960 gehörten Güter aus „Embe“ der Kölner Abtei St. Pantaleon. Diese besaß in dieser Gegend einen großen Besitz. Erstmals wurde Oberembt 1225 erwähnt. Seit dem Mittelalter gehörte Oberembt zum Amt Kaster im Herzogtum Jülich. 1794 besetzten französische Truppen den Ort und Oberembt wurde nun ein Teil der Mairie Esch im Kanton Bergheim, im Arrondissement de Cologne im Département de la Roer. Im Jahre 1815 kam Oberembt an das Königreich Preußen und 1816 an die Bürgermeisterei Esch im Kreis Bergheim (Erft) im Regierungsbezirk Köln. Seit dem 1. Januar 1975 ist Oberembt ein Teil von Elsdorf. Seit 1997 gehört Oberembt zum Denkmalbereich.

## Bürgewald
Oberembt gehört zu den so genannten Bürgewaldgemeinden, die Rechte am Bürgewald besaßen. Dies ist der Legende nach dem heiligen Arnold von Arnoldsweiler zu verdanken, durch den legendären „Ritt um den Bürgewald“. Hauptort der Bürgewaldgemeinden ist Arnoldsweiler. Dorthin mussten die Oberembter am Pfingstdienstag, später am Pfingstmontag, dem heiligen Arnold eine Kerze opfern. Dieser Wachszins wurde erst im 19. Jahrhundert aufgelöst.

## Sehenswürdigkeiten

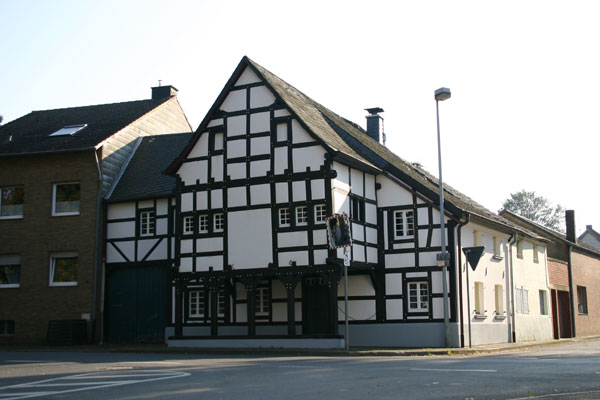
Laubenhaus Zur Löv

- Katholische Pfarrkirche St. Simon und Judas Thaddäus: Bereits um 1246 existierte eine katholische Kirche. Sie war bis 1582 eine Filiale der katholischen Pfarrkirche in Niederembt. Ein bereits vorhandener Baukörper wurde vom Ende des 14. Jh. bis ins frühe 16. Jh. ausgebaut. Eine Erweiterung erfolgte Mitte des 19. Jh. Die Decke wird von einem Kreuzrippengewölbe getragen, im Chor von einem Sterngewölbe. Reste von Rankenmalerei aus 1542. Vier Gewölbekonsolen, ausgeführt als zwei menschliche Halbfiguren und zwei Fratzenköpfe. Siehe auch: St. Simon und Judas Thaddäus (Oberembt)
- Das Laubenhaus Zur Löv von 1644 ist das einzige erhaltene Laubenhaus im Rhein-Erftkreis.
- Der Haushof war ehemals ein wasserumwehrter Rittersitz aus dem 14. Jh. Im Innern Balkendecken mit Stuckprofilen.

## Einrichtungen

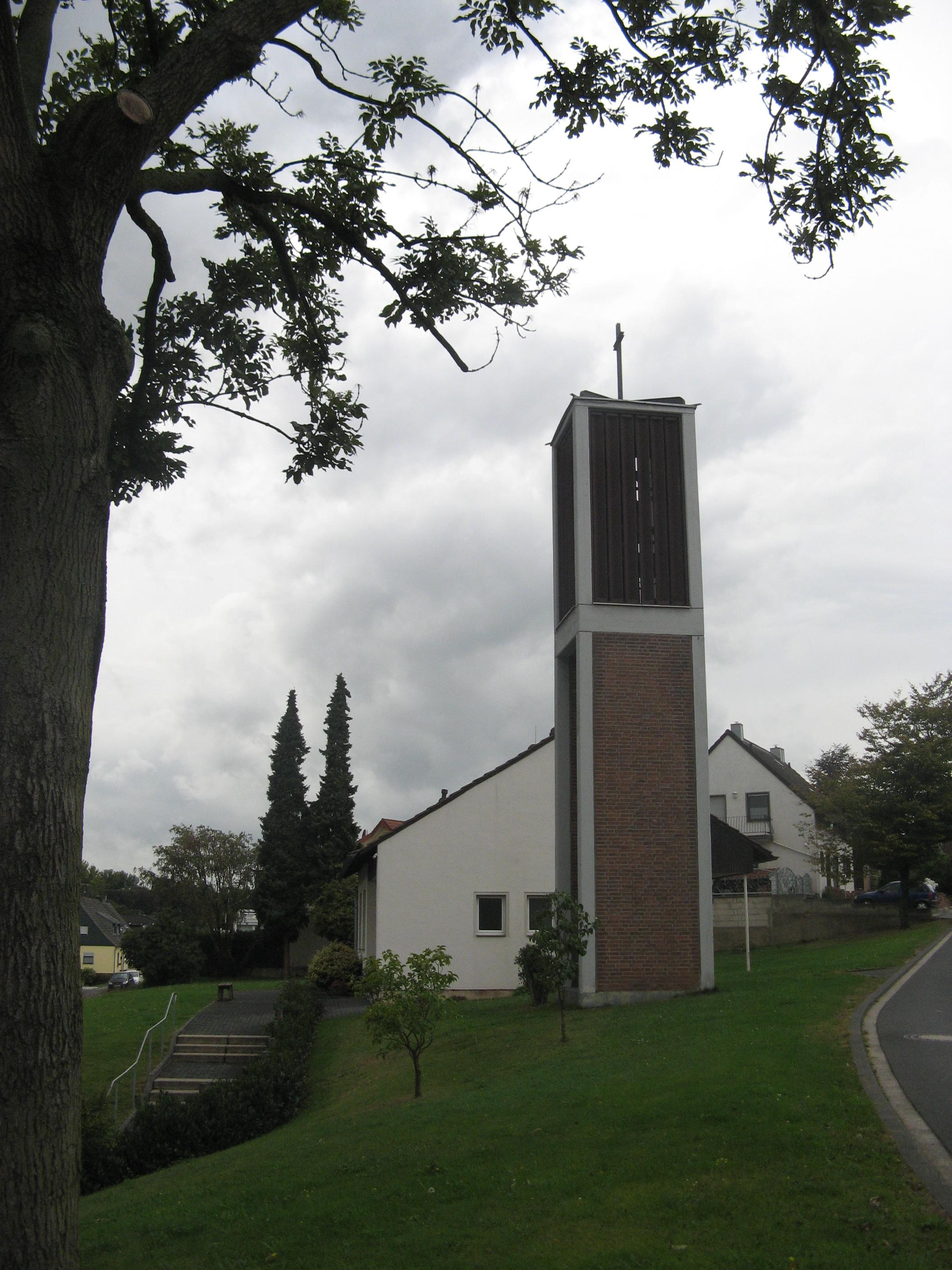
Ev. Kirche Oberembt

- Katholischer Kindergarten Simon und Judas Thaddäus.
- Evangelische Kirche Oberembt (gehört zur Ev. Kirchengemeinde Kirchherten)

Sie wurde 1960 in einer Siedlung errichtet, die nach dem Zweiten Weltkrieg für Flüchtlinge aus den ehemaligen Ostgebieten entstanden ist. Der Glockenturm stammt aus dem Jahr 1970. Dort findet zweimal im Monat ein Gottesdienst statt.

## Verkehr
Oberembt liegt im Verbundgebiet des VRS. Die Buslinien 937, 950 und 988 der Rhein-Erft-Verkehrsgesellschaft verbinden den Ort mit Elsdorf, Bergheim und Bedburg. Zusätzlich verkehren einzelne Fahrten der AVV-Linie 283 des Rurtalbus nach Elsdorf und Rödingen.
| Linie | Betreiber | Verlauf |
| ----- | --------- | --- |
| 283   | Rurtalbus | Rödingen – Bettenhoven – Oberembt – Niederembt – Esch – Elsdorf |
| 937   | REVG      | Schülerverkehr: Oberembt – Frankeshoven – Niederembt – Tollhausen – Esch – Angelsdorf – (Neu-Etzweiler –) Elsdorf – Zieverich – Bergheim |
| 950   | REVG      | Weiden Zentrum (Stadtb.) – Königsdorf Bf – Quadrath-Ichendorf Bf – Kenten – Bergheim Bf – Zieverich – Thorr – Grouven – Berrendorf – Giesendorf – Elsdorf – Angelsdorf – Esch – Niederembt – Frankeshoven – Oberembt – Bettenhoven – Rödingen |
| 988   | REVG      | (Stammeln – Heppendorf – Widdendorf – Grouven – Berrendorf-Wüllenrath – Giesendorf –) Elsdorf – Angelsdorf – Esch – Tollhausen – Oberembt – Frankeshoven – Niederembt – Bedburg Schulzentrum / (Kirdorf – Blerichen – Bedburg Bf)             |

## Persönlichkeiten
- Maria Pfordt (* 1949), Bürgermeisterin von Bergheim